# Atentado en Mogadiscio de 2021
El atentado en Mogadiscio del 5 de mayo de 2021, se produjo cuando estalló un coche bomba frente a un restaurante en la capital de Somalia. El ataque mató al menos a 20 personas e hirió a otras 30. El grupo yihadista al-Shabaab se atribuyó la responsabilidad del ataque.